# 师涓
師涓（？—？），春秋時期齊國樂師（一說是卫国樂師）。創作了《离鸿》、《应苹》、《明晨》、《焦泉》、《朱华》、《流金》、《商飙》、《白雲》、《落叶》、《凝河》、《流阴》與《沉云》等曲。

## 生平
晉平公曾鑄有大鐘，樂工都以為音律和諧，只有師曠說「不調」，於是晉平公遨請齊國樂師師涓證實師曠所言不假。《韩非子·十过》中記載師涓随卫灵公赴晋國的故事。後來與蘧伯玉爭吵後辭官退隱，放棄音樂。

## 資料來源
1. ↑  撰《寶符》100卷。
2. ↑  途中宿濮水之上，灵公夜半闻鼓新声者，以为是鬼神，就命师涓记写下来，师涓同样也被此曲所动，便“端坐援琴，听而写之”，第二天又呆了一晚，师涓一夜未睡，边听边练习此曲，待天刚明，便演奏给卫灵公听，灵公听到正和前晚听到的一模一样。至晋，师涓为晋平公援琴鼓此曲，未终，晋国乐师旷止之，说是商封的“靡靡之乐”，并说“闻此声者其国必削”，因纬不可弹。